# أل سميث (فنان قصص مصورة)
أل سميث (بالإنجليزية: Al Smith)‏ هو فنان قصص مصورة أمريكي، ولد في 2 مارس 1902 في بروكلين في الولايات المتحدة، وتوفي في 24 نوفمبر 1986 في روتلاند في المملكة المتحدة.